# Microananteris
Genre
Microananteris est un genre de scorpions de la famille des Ananteridae.

## Distribution
Les espèces de ce genre sont endémiques de Guyane.

## Description
Les espèces de ce genre mesurent de 13,07 à 17,41 mm.

## Liste des espèces
Selon The Scorpion Files (16/07/2024) :
- Microananteris abounami Lourenço & Chevalier, 2022
- Microananteris inselberg Lourenço, 2021
- Microananteris minor Lourenço, 2003
- Microananteris serrulata Lourenço, 2021

## Systématique et taxinomie
Ce genre a été décrit par Lourenço en 2003. Il est placé en synonymie avec Ananteris par Botero-Trujillo et Noriega en 2011. Il est relevé de synonymie par Lourenço en 2011. Il est placé dans les Ananteridae par Ythier en 2024.

## Publication originale
- Lourenço, 2003 : « Humicolous buthoid scorpions: A new genus and species from French Guiana. » Comptes Rendus Biologies, vol. 326, no 12, p. 1149-1155.